# Judo-Europameisterschaften der Frauen 1976
Die Judo-Europameisterschaften 1976 der Frauen fanden vom 9. bis zum 12. Dezember in Wien statt.  
Die Mannschaft aus dem Gastgeberland stellte mit Edith Hrovat eine Titelträgerin. Hrovat hatte im Jahr zuvor bei den Europameisterschaften in München ebenfalls gewonnen, allerdings eine Gewichtsklasse tiefer. Mit Sigrid Happ, Martine Rottier, Paulette Fouillet und Catherine Pierre konnten vier weitere Titelträgerinnen des Vorjahres erneut gewinnen. 

## Ergebnisse
| Gewichtsklasse                 | Gold               | Silber             | Bronze                                  |
| ------------------------------ | ------------------ | ------------------ | --------------------------------------- |
| Superleichtgewicht (bis 48 kg) | Jane Bridge        | Emilia Davico      | Eva Hillesheim Josiane Tripet           |
| Halbleichtgewicht (bis 52 kg)  | Edith Hrovat       | Gerda Winklbauer   | Hennie Matteman Andrée Dayez            |
| Leichtgewicht (bis 56 kg)      | Sigrid Happ        | Sacramento Moyano  | Sylviane Trucios Franca Luzzi           |
| Halbmittelgewicht (bis 61 kg)  | Martine Rottier    | Marina Angelović   | Marie-France Mill Andrea Hilger-Solbach |
| Mittelgewicht (bis 66 kg)      | Paulette Fouillet  | Jocelyne Triadou   | Laura Di Toma Gabriele Czerwinski       |
| Halbschwergewicht (bis 72 kg)  | Catherine Pierre   | Marianne Promegger | Judith Salzmann Noella Jodogne          |
| Schwergewicht (über 72 kg)     | Christiane Kieburg | Ellen Cobb         | Giovanna Parenti Margherita De Cal      |
| Offene Klasse                  | Laura Di Toma      | Carina Thomas      | Christiane Kieburg Catherine Pierre     |

## Medaillenspiegel
| Rang | Land                   | Gold | Silber | Bronze | Gesamt |
| ---- | ---------------------- | ---- | ------ | ------ | ------ |
| 1    | Frankreich             | 3    | 1      | 4      | 8      |
| 2    | BR Deutschland         | 2    | -      | 4      | 6      |
| 3    | Österreich             | 1    | 2      | -      | 3      |
| 4    | Italien                | 1    | 1      | 4      | 6      |
| 5    | Vereinigtes Königreich | 1    | 1      | -      | 4      |
| 6    | Niederlande            | -    | 1      | 1      | 2      |
| 7    | Spanien                | –    | 1      | -      | 1      |
| 7    | Jugoslawien            | –    | 1      | -      | 1      |
| 9    | Belgien                | –    | –      | 2      | 2      |
| 10   | Schweiz                | –    | –      | 1      | 1      |
|      | Total                  | 8    | 8      | 16     | 32     |